# São Brás dos Matos (Mina do Bugalho)
São Brás dos Matos (Mina do Bugalho) is een plaats (freguesia) in de Portugese gemeente Alandroal en telt 412 inwoners (2001).

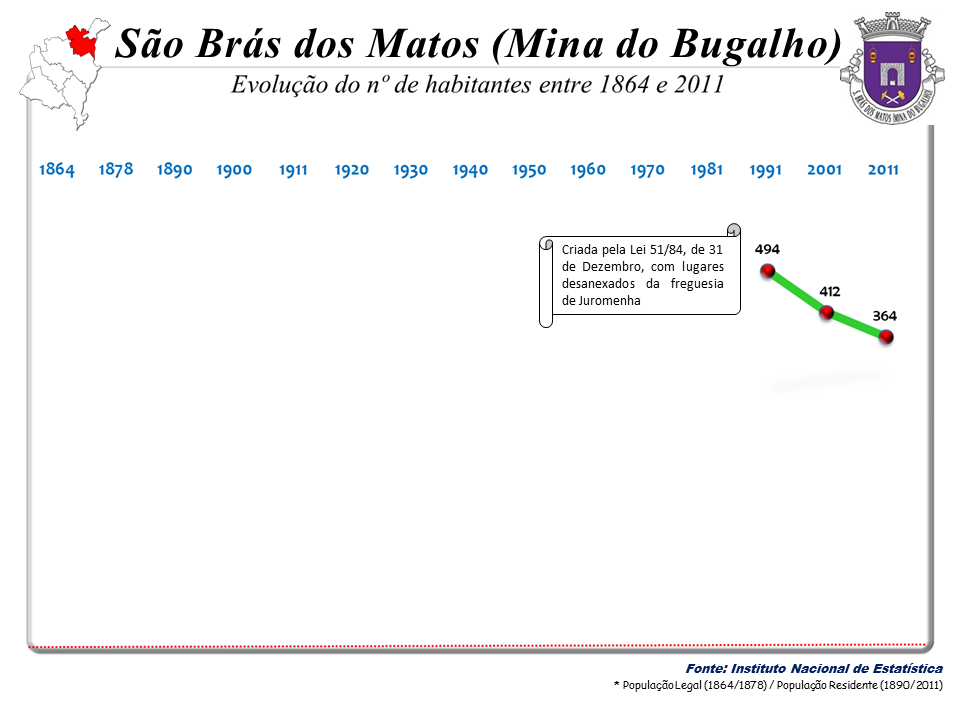
Bevolkingsontwikkeling tussen 1864 en 2011